# Aída Garifúllina
Aída Emílevna Garifúllina (en tártaro: Aida Emil qızı Ğarifullah, Аида Эмил кызы Гарифулла, en ruso: Аида Эмилевна Гарифуллина; Kazán, 30 de septiembre de 1987) es una soprano rusa. En 2013 ganó la competición Operalia y ha actuado entre otros lugares en el famoso teatro Mariinski de San Petersburgo, el Teatro Colón y en la Ópera Estatal de Viena. Tiene actualmente contrato con la discográfica Decca Records.

## Biografía
Aída nació en Kazán, la capital de la República de Tartaristán. Su madre, Lyalya Garifúllina  es directora del Centro de Música Contemporánea Sofía Gubaidúlina. Desde su infancia, la influencia materna fue fundamental en sus inicios en la música y su carrera artística.
A los 18 años, se mudó a Núremberg para continuar desarrollando su carrera musical.

Con tres años me pasaba el día cantando. Ya fuera jugando, comiendo, caminando, siempre tarareaba, así que mi madre pensó que era una niña musical y empezó a enseñarme canciones. A los 5 años subí a un escenario, un concurso televisivo de Moscú. Canté un tema ruso de jazz bailando, y a la gente le encantó. Me sentí muy libre frente a la cámara. A los 11 canté en el Chaikovski Hall.

En 2007, comenzó en la Universidad de Música y Arte Dramático de Viena bajo la tutoría de Claudia Visca. Dos años después, Garifúllina debutó como Despina en la producción universitaria de "Così fan tutte" de Mozart.
En febrero de 2017, publicó un álbum en la discográfica Decca con 15 arias grabadas con la orquesta sinfónica de la radio de Viena dirigida por Cornelius Meister.

## Repertorio
- G. Donizetti — Don Pasquale, Norina
- G. Donizetti — L'elisir d'amore, Adina
- P. Eötvös — Tri Sestri, Irina
- F. Halévy — La Juive, Princess Eudoxie
- W. A. Mozart — Così fan tutte, Despina
- W. A. Mozart — Don Giovanni, Zerlina
- W. A. Mozart — Le nozze di Figaro, Susanna
- W. A. Mozart — Die Zauberflöte, Pamina

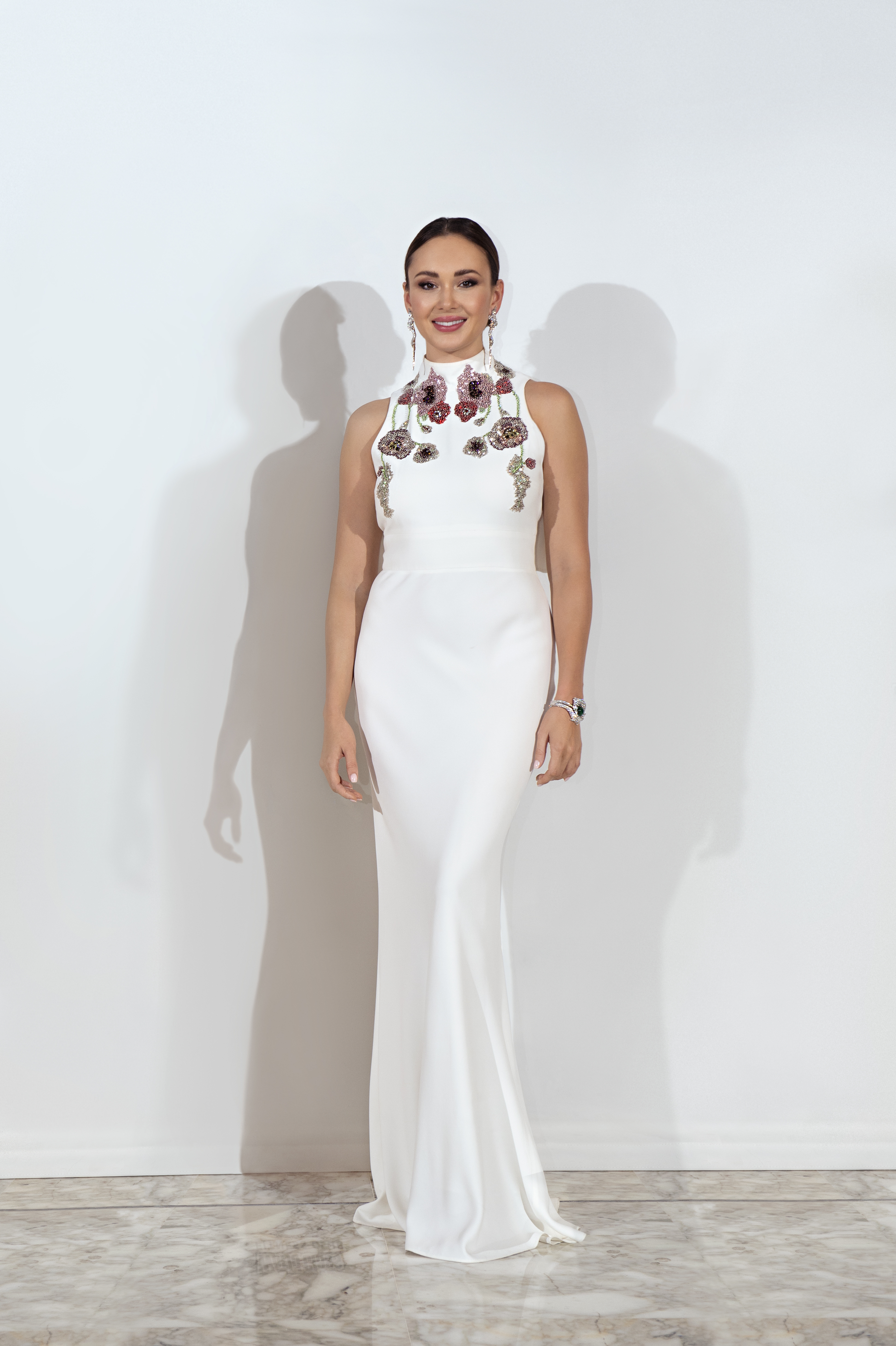
Garifúllina en Mónaco, 2019.

- S. Prokófiev — Guerra y paz, Natasha Rostova
- G. Puccini — La bohème, Musetta
- N. A. Rimski-Kórsakov — El gallo de oro, Reina de Shemakha
- G. Rossini — L'italiana in Algeri, Elvira
- G. Verdi — Un ballo in maschera, Oscar
- G. Verdi — Falstaff, Nannetta
- G. Verdi — Rigoletto, Gilda

## Discografía
- Aida Garifullina, 3 de febrero de 2017.
- Medianoche en Moscú, 18 de enero de 2017.

## Reconocimientos y premios
- Primer premio en la competición internacional de cantantes de ópera de Plácido Domingo, Operalia (2013).
- Artista honorífica de la República de Tartaristán (2013).